# آوریل افسون‌شده
آوریل افسون‌شده (انگلیسی: Enchanted April) فیلمی در ژانر درام به کارگردانی مایک نیوول است که در سال ۱۹۹۲ منتشر شد.

## بازیگران
- میراندا ریچاردسون
- آلفرد مولینا
- جیم برودبنت
- جوآن پلورایت
- پالی واکر
- مایکل کیچن
- آدریانا فاکتی